# Ramona Nicole Mănescu

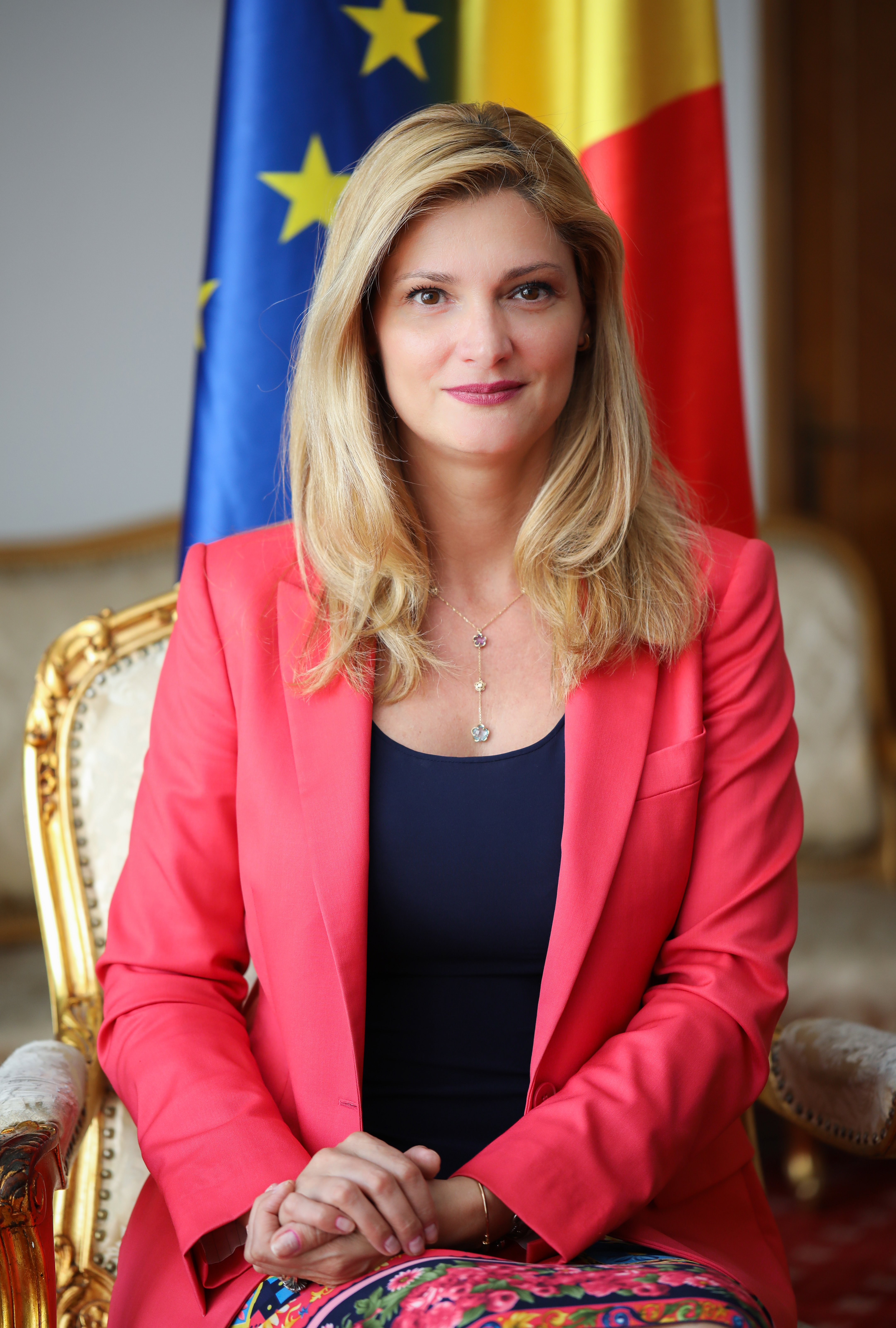
Ramona Nicole Mănescu (2019)

Ramona Nicole Mănescu (* 6. Dezember 1972 in Constanța) ist eine rumänische Politikerin (bis 2017 PNL). Sie war von 2007 bis 2013 und von 2014 bis 2019 Mitglied des Europäischen Parlaments. Zudem war sie von 2013 bis 2014 Verkehrsministerin sowie von Juli bis November 2019 Außenministerin Rumäniens.

## Ausbildung und Beruf
Mănescu studierte von 1996 bis 1999 Jura an der Universität Bukarest. Sie war von 2000 bis 2005 als Rechtsanwältin mit einer eigenen Rechtsanwaltskanzlei in Bukarest tätig. Von 2004 bis 2006 absolvierte sie mehrere postgraduelle Studiengänge, unter anderem am Diplomatischen Institut des rumänischen Außenministeriums und an der Școala Națională de Studii Politice și Administrative din București (SNSPA), wo sie mit einem Mastergrad in Internationalen Beziehungen und Europäischer Integration abschloss. Außerdem verfasste sie eine Reihe von Artikeln in Zeitschriften und Zeitungen sowie mehrere Bücher zu europa- und sicherheitspolitischen Themen.

## Politische Karriere
1990 trat Mănescu in die Partidul Național Liberal (PNL) ein. 1996 wurde sie Vorsitzende der parteiinternen Jugendorganisation, der TNL, im Bukarester Sektor 6. Im selben Jahr wurde sie Mitglied des Büros für Auswärtige Beziehungen der PNL, diesem gehörte sie bis 2004 an. Von 2001 bis 2002 war sie internationale Beauftragte der TNL, danach war sie deren stellvertretende Vorsitzende und sie trat in das Exekutivkomitee der PNL in Bukarest-Sektor 6 ein. Ferner war sie von 2003 bis 2005 stellvertretende Vorsitzende der Internationalen Föderation der Liberalen Jugend (IFLRY), zuständig für die Koordination der liberalen Jugendorganisationen in Mittel- und Südosteuropa, dem Nahen Osten und Südkausus.
Mănescu war von 2002 bis 2004 Expertin und Beraterin des stellvertretenden Vorsitzenden des Ausschusses für Verteidigung, Innere Angelegenheiten und Nationale Sicherheit in der rumänischen Abgeordnetenkammer. Von 2005 bis 2007 war sie stellvertretende Vorsitzende im Rang eines Unterstaatssekretärs in der nationalen Jugendbehörde. 
Nach dem EU-Beitritt Rumäniens wurde sie 2007 in das Europäische Parlament gewählt, wo sie in der liberalen ALDE-Fraktion saß. 2009 wurde ihr Mandat bestätigt, sie hatte anschließend einen Sitz im Ausschuss für regionale Entwicklung und war Delegierte für die Beziehungen zur Arabischen Halbinsel. Mănescu war von 2012 bis 2014 stellvertretende Vorsitzende der Allianz der Liberalen und Demokraten für Europa. Von August 2013 bis Februar 2014 war sie Ministerin für Transport und Verkehr im Kabinett Ponta II. Sie war Nachfolgerin des zurückgetretenen Relu Fenechiu.
Bei der Europawahl 2014 wurde sie erneut in das Europäische Parlament gewählt, wo sie sich mit den anderen PNL-Abgeordneten nun der christdemokratischen EVP-Fraktion anschloss. In der Legislaturperiode bis 2019 war sie stellvertretende Vorsitzende der Delegation für die Beziehungen zu den Maschrik-Ländern, zudem gehörte sie dem Ausschuss für auswärtige Angelegenheiten an. Im Juli 2017 trat sie aus der PNL aus.
Am 24. Juli 2019 folgte sie Teodor Meleșcanu als rumänische Außenministerin im Kabinett Dăncilă nach. Ihre Amtszeit endete am 4. November 2019 mit dem Misstrauensvotum gegen Ministerpräsidentin Viorica Dăncilă.